# Re (Random)
Re è un singolo del rapper italiano Random pubblicato il 20 febbraio 2019.

## Tracce
1. Re – 2:41